# Sachsen-Coburg
Sachsen-Coburg war ein ernestinisches Fürstentum mit dem oberfränkischen Coburg als Residenzstadt.

## Geschichte

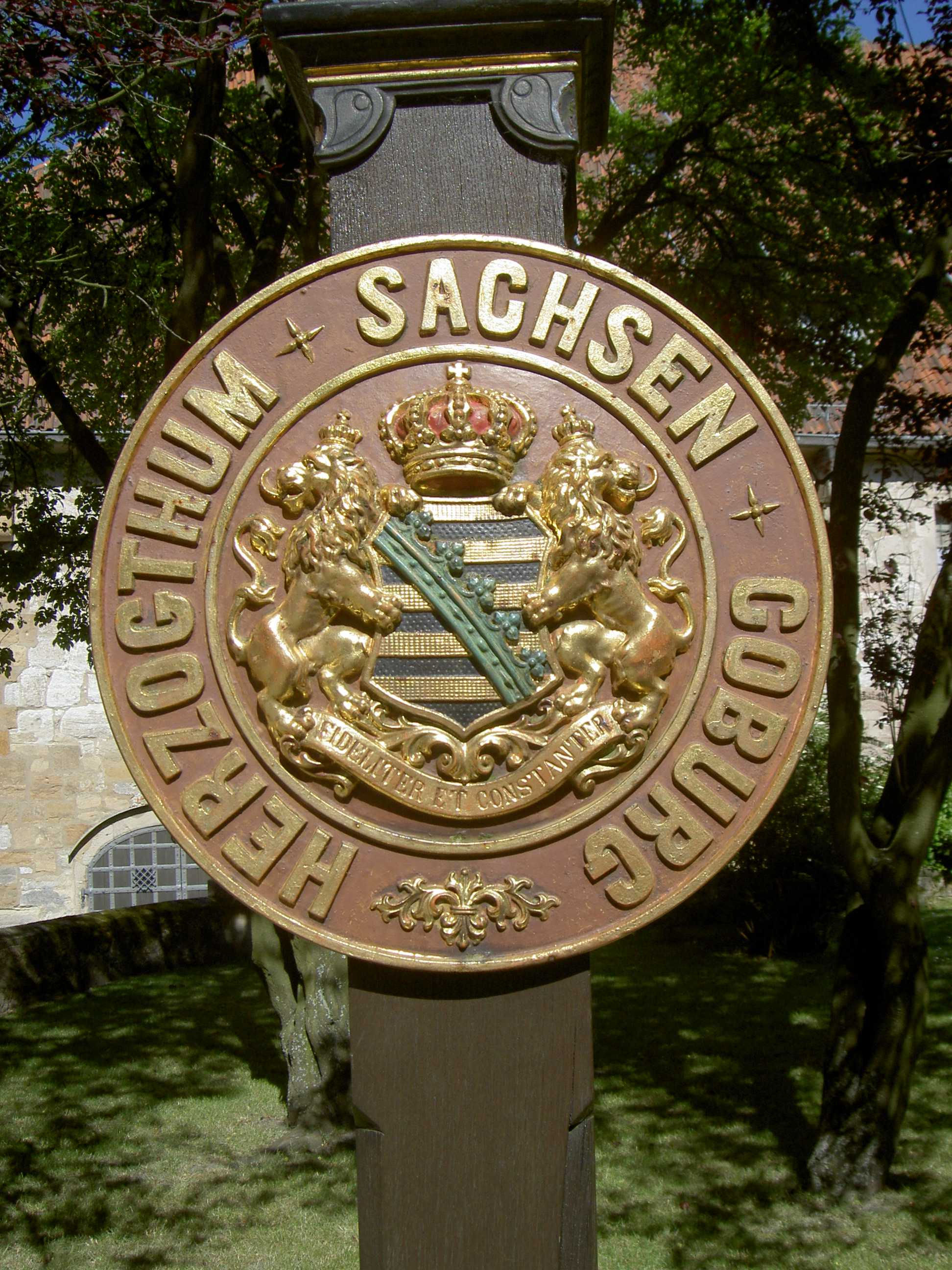
Wappen von Sachsen-Coburg auf der Veste Coburg mit dem Wahlspruch „Fideliter et constanter“ (Treu und standhaft)

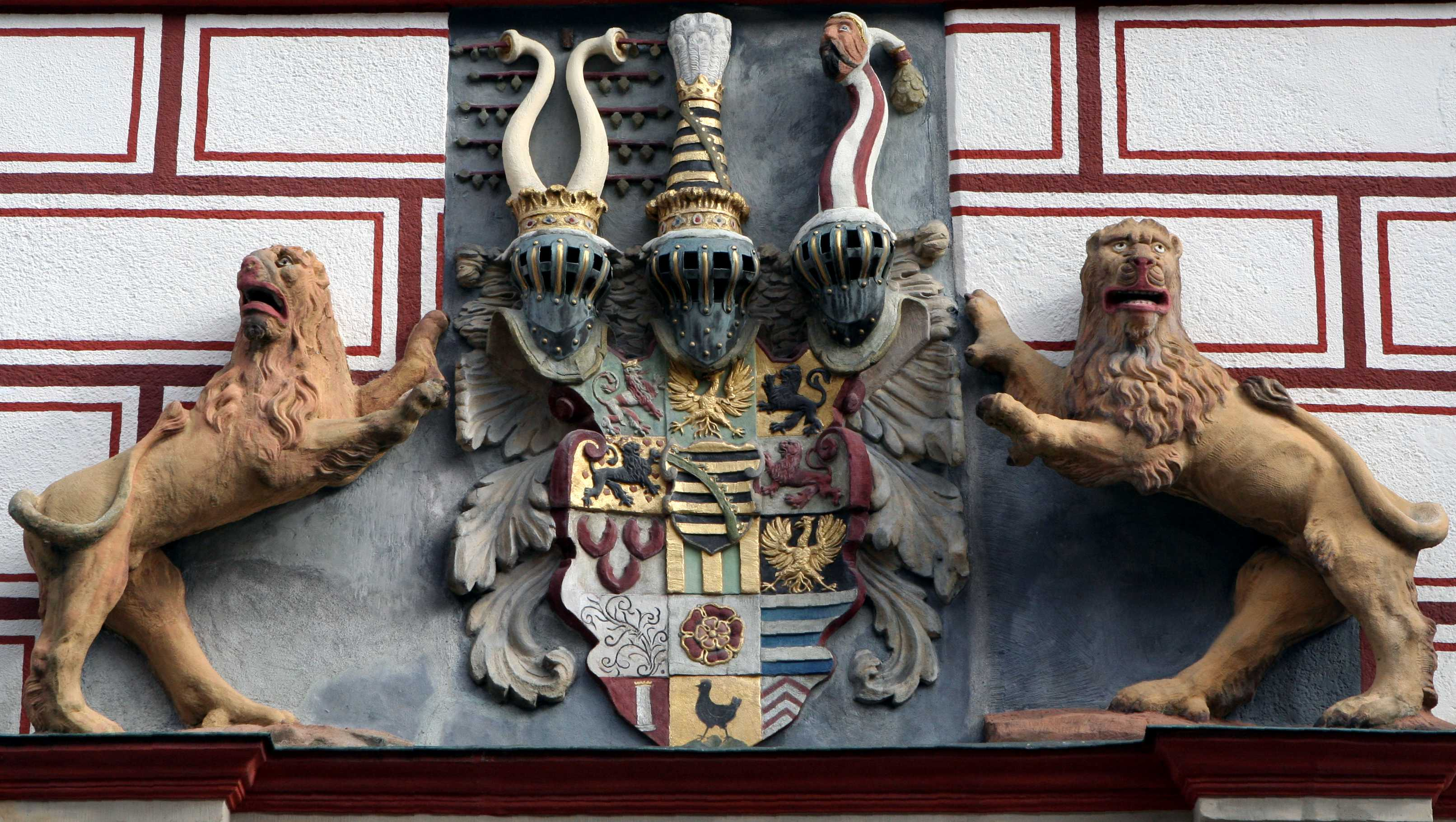
Wappen am Stadthaus Coburg

### Ernestinische Linie
Als Heinrich VIII. von Henneberg-Schleusingen 1347 starb, wurde der Besitz des Hauses Henneberg-Schleusingen zwischen der Witwe Jutta von Brandenburg und Heinrichs jüngerem Bruder Johann aufgeteilt, wobei Jutta die sogenannte neue Herrschaft, unter anderem mit Coburg, zugesprochen bekam. Sechs Jahre später folgte nach dem Tod von Jutta die endgültige Aufteilung der neuen Herrschaft unter drei ihrer Töchter. Die zweite Tochter Katharina von Henneberg bekam den südöstlichen Teil mit dem Coburger Land zugesprochen.
Markgraf Friedrich III. von Meißen aus dem Haus Wettin, Gemahl von Katharina von Henneberg, forderte schon nach der Heirat 1346 die Mitgift seiner Frau, die sogenannte Coburger Pflege, was allerdings auf Widerstand bei seinem Schwiegervater stieß. So konnte Friedrich III. von Meißen erst nach dem Tod von Jutta im Jahr 1353 den Besitz belehnen. Damit bildete die Pflege Coburg den südlichsten Teil der sächsischen Territorien. Mit der Großen Sächsischen Landesteilung 1485 in eine albertinische und eine ernestinische Linie fiel die Pflege Coburg zusammen mit dem größeren Teil der Landgrafschaft Thüringen und den vogtländischen Besitzungen an Ernst von Sachsen.

### Herzog Johann Ernst

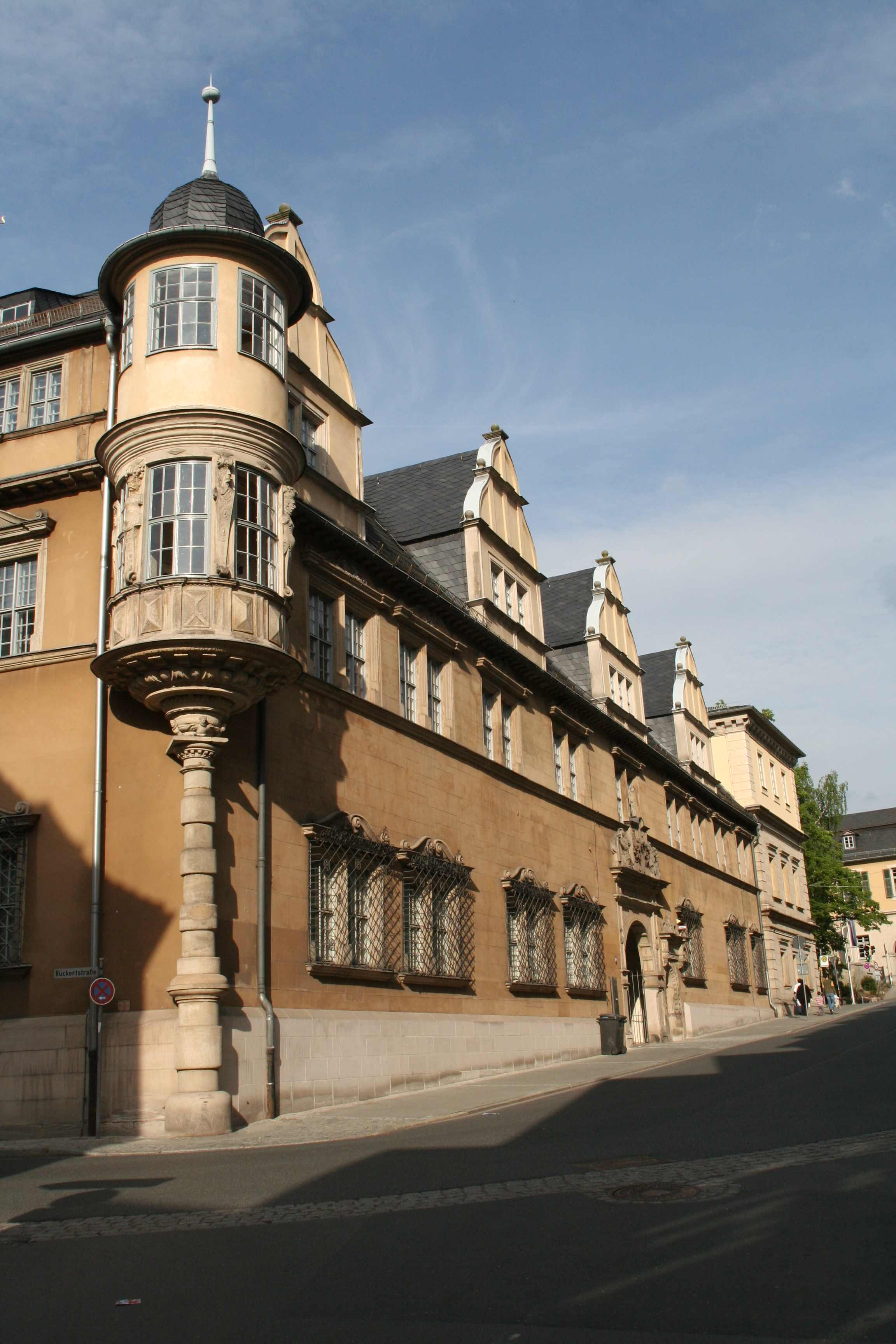
Schloss Ehrenburg in Coburg, Bauteil aus dem 16. Jahrhundert

Nach dem 1547 verlorenen Schmalkaldischen Krieg wurde der Territorialbesitz der Ernestiner in Thüringen stark reduziert (siehe auch Geschichte Thüringens). Da die Ämter der Pflege Coburg aber Herzog Johann Ernst als Ausstattung zugeteilt waren, blieben sie unberührt von den Maßnahmen gegen den geächteten Kurfürsten. Johann Ernst ließ sich in der Stadt die Ehrenburg als neues Residenzschloss errichten, das auch später von den verschiedenen Herzögen von Sachsen-Coburg genutzt und weiter ausgebaut wurde. Als Johann Ernst kinderlos 1553 starb, war der vormalige Kurfürst Johann Friedrich I., jetzt nur noch Herzog von Sachsen, gerade aus der Haft entlassen und starb schon 1554.

### Gemeinsame Regierung
Die Pflege Coburg erhielt Herzog Johann Friedrich II. der Mittlere zu seinem Erbanteil. Er regierte von Gotha aus gemeinsam mit seinen Brüdern Johann Wilhelm (in Weimar residierend) und Johann Friedrich, dem Jüngeren. Nach dem frühen Tod des jüngsten Bruders kam es zu einer vorläufigen Teilung des ernestinischen Gesamtbesitzes, wobei die Brüder eine Mutschierung, alle drei Jahre einen Wechsel in der Regierung, vereinbarten. Johann Friedrich II. regierte in Gotha, Eisenach und Coburg, geriet aber in seinem Bemühen, die Kurwürde wieder für sich und sein Haus zurückzugewinnen, in Konflikt mit dem Kaiser (Grumbachsche Händel) und wurde schließlich geächtet und bis an sein Lebensende gefangen gesetzt. Sein Besitz fiel zunächst an seinen Bruder Johann Wilhelm, der sich an der Reichsexekution an der Seite von Kurfürst August von Sachsen beteiligt hatte, wurde jedoch in der Erfurter Teilung 1572 an seine Söhne zurückgegeben.

### Herzog Johann Casimir

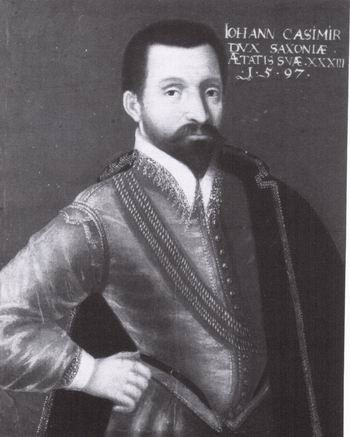
Johann Casimir Herzog von Sachsen-Coburg, 1597, Öl auf Holz; Schloss Callenberg, Coburg

Mit dem Erfurter Teilungsvertrag von 1572 wurde das verbliebene Land zwangsweise auf die Söhne des unterlegenen Kurfürsten Johann Friedrich aufgeteilt (Siehe auch: Johann Ernst I. von Coburg). Der jüngere Sohn Johann Wilhelm erhielt Sachsen-Weimar, unter anderem mit den Städten Jena, Altenburg und Saalfeld. Da der ältere Sohn Johann Friedrich II. (der Mittlere) in lebenslanger Gefangenschaft in Österreich war, bekamen die minderjährigen Enkel Johann Casimir und Johann Ernst das neue Fürstentum Sachsen-Coburg mit Coburg als Residenzstadt zugeteilt. Das Fürstentum bestand aus Gebieten im Süden und Westen des heutigen Freistaats Thüringen, u. a. mit den Städten Eisenach, Gotha, Hildburghausen und Sonneberg. Vormund der Kinder war unter anderen Kurfürst August von Sachsen, der für eine Erziehung unter seiner Aufsicht und in seinem Sinne sorgte sowie eine korrupte kursächsische Vormundschaftsregierung in Coburg einsetzte.
Erst nach dem Tod von Kurfürst August von Sachsen 1586 konnte Herzog Johann Casimir zusammen mit seinem Bruder Johann Ernst die Regierung des Fürstentums übernehmen. 1596 wurde für Johann Ernst das Fürstentum Sachsen-Eisenach abgespalten und Casimir regierte in Coburg alleine weiter. Sein Herrschaftsgebiet bestand aus den Ämtern Coburg mit den Gerichten Lauter, Rodach und Gestungshausen, Heldburg mit Gericht Hildburghausen, Römhild, Eisfeld, Schalkau, Sonneberg, Neustadt, Neuhaus, Mönchröden, Sonnefeld und Tenneberg. Unter ihm gab es eine rege Bautätigkeit in Coburg. Vor allem errichtete er als Kern Coburger Staatlichkeit einen Verwaltungsapparat, der über seinen Tod hinweg lange bestand und viele politische Umwälzungen überlebte. 1633 starb Casimir, der Gründer des coburgischen Staates, kinderlos. Das Fürstentum Sachsen-Coburg fiel an Sachsen-Eisenach des ebenfalls kinderlosen Bruders Johann Ernst. In dieser Zeit wurde das Coburger Land durch den Dreißigjährigen Krieg als Durchgangsstation zahlreicher Heere stark in Mitleidenschaft gezogen. Die Einwohnerzahl reduzierte sich von 55.000 auf 22.000.

### Erbteilungen
1638 erlosch die Coburg-Eisenacher Linie der Ernestiner und das Territorium wurde zwischen Sachsen-Weimar und Sachsen-Altenburg aufgeteilt. Durch Losentscheid fiel das Coburger Land 1640 mit den Ämtern Coburg, Sonnefeld, Sonneberg, Neuhaus, Neustadt, Hildburghausen und Römhild an Herzog Friedrich Wilhelm II. von Sachsen-Altenburg. Die Fürstentümer Altenburg und Coburg wurden vom Herzog in Personalunion regiert und behielten ihre eigenen Landesbehörden. Herzog Friedrich Wilhelm II. starb 1669, drei Jahre später Erbprinz Friedrich Wilhelm III., womit die Linie Sachsen-Altenburg erlosch. Drei Viertel des Altenburger Gebietes, darunter auch die Coburger Gebiete, sicherte sich im Gothaer Teilungsvertrag 1672 der neue Landesherr Herzog Ernst I. der Fromme von Sachsen-Gotha, der 1675 starb. Die Regierungsgeschäfte von Sachsen-Gotha übernahm der älteste Sohn Friedrich auf Wunsch des Vaters zusammen mit seinen anderen sechs Brüdern.
Da der Versuch der gemeinsamen Hofhaltung im Schloss Friedenstein in Gotha scheiterte, wurde 1680 das Erbe auf die sieben Brüder verteilt. Der zweitälteste Sohn Ernsts I. des Frommen von Sachsen-Gotha Albrecht erhielt das Fürstentum Sachsen-Coburg. Wie Sachsen-Gotha unter Herzog Friedrich und Sachsen-Meiningen unter Herzog Bernhard I., dem drittältesten Sohn, erhielt das Fürstentum volle Landeshoheit im Reichsverband. Es war jetzt allerdings mit den Ämtern Coburg, Neustadt/Sonneberg, Mönchröden, Sonnefeld und Neuhaus beträchtlich kleiner als zuvor, da Römhild und Hildburghausen zur Versorgung jüngerer Brüder Albrechts abgetrennt wurden.

### Herzog Albrecht

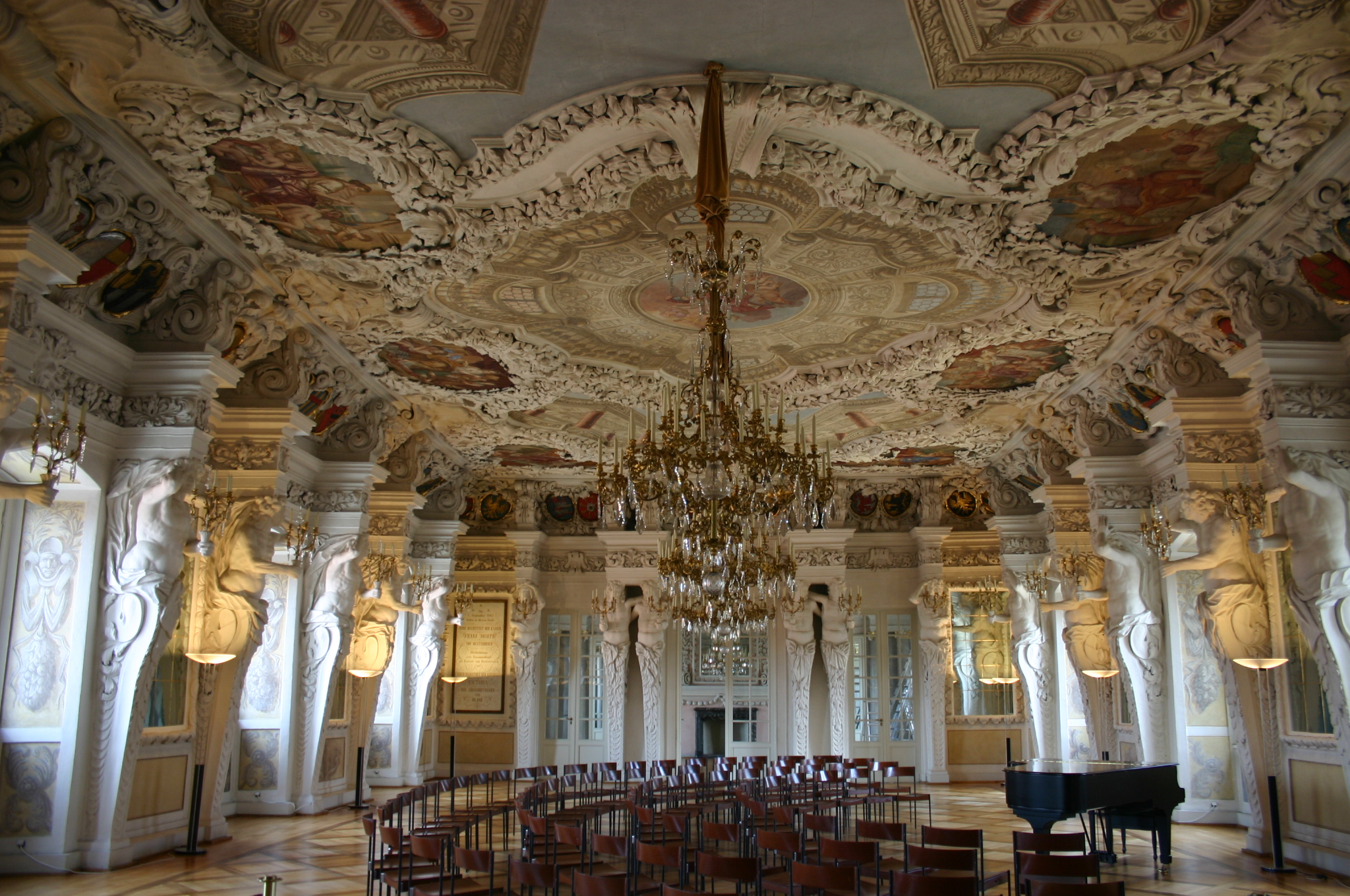
Der Riesensaal in der Ehrenburg zeugt von Albrechts prachtliebendem Bauprogramm in den 1690er Jahren

Unter Herzog Albrecht begann der Ausbau Coburgs zur barocken Residenz. Dabei orientierte er sich an den Gepflogenheiten seiner königlichen und fürstlichen Zeitgenossen und versuchte deren Hofhaltung en miniature in Coburg nachzuahmen. Seine Hofbibliothek umfasst 4757 Bände. Seine Absicht, das Gymnasium Casimirianum zur Universität zu erheben, scheiterte an den knappen Finanzen. Der Wiederaufbau des 1690 niedergebrannten Schlosses Ehrenburg als Barockschloss führte schließlich zum Ruin der Finanzen des Fürstentums, was auch die Prägung minderwertiger Münzen nicht verhindern konnte. Der Barockfürst Herzog Albrecht starb 1699 ohne überlebende Nachkommen.
Es folgten die üblichen Erbstreitigkeiten. Sachsen-Hildburghausen bekam 1705 das Amt Sonnefeld. Zwischen Bernhard von Sachsen-Meiningen und dem jüngsten Bruder Johann Ernst von Sachsen-Saalfeld dauerte der Streit dreieinhalb Jahrzehnte und führte erst durch mehrere Interventionen des Kaisers in Wien 1735 zu einer vorläufigen Einigung, wobei Sachsen-Meiningen sich noch bis 1826 die Regentschaft über das Meininger Oberland mit Sachsen-Hildburghausen und Sachsen-Coburg-Saalfeld teilen musste. Sachsen-Meiningen erhielt das aus dem Amt Neuhaus und dem Gericht Sonneberg bestehende Meininger Oberland, während Sachsen-Saalfeld sich mit dem verbliebenen Teil zum Fürstentum Sachsen-Coburg-Saalfeld vereinigte, dem 1753 außerdem ein Drittel von Sachsen-Römhild zugesprochen wurde.

### Herzog Franz Josias
Herzog Johann Ernst von Sachsen-Saalfeld starb 1729. Danach regierten seine Söhne Christian Ernst und Franz Josias das Land gemeinsam, jedoch von verschiedenen Residenzorten aus. Christian Ernst blieb in Saalfeld, während Franz Josias Coburg als Residenzstadt wählte, die es jetzt auch bis zum Ende der Monarchie 1918 blieb. 1745 erbte Herzog Franz Josias von seinem Bruder den Saalfelder Landesteil. 1747 konnte er das Erstgeburtsrecht (Primogenitur) bei der Thronfolge gesetzlich verankern und sorgte so zusammen mit einer rasch anwachsenden Familie für das dauerhafte Überleben des kleinen, 1806 zum Herzogtum erhobenen Sachsen-Coburg-Saalfeld.

## Regenten von Sachsen-Coburg
- Sachsen-Coburg 1572–1638
  - 1572–1586 vormundschaftlich Kurfürst August von Sachsen anstelle von Johann Casimir und Johann Ernst, Söhne Johann Friedrichs II. des Mittleren
  - 1586–1596 Johann Casimir (1564–1633), gemeinsam mit Bruder Johann Ernst
  - 1596–1633 Johann Casimir (1564–1633)
  - 1633–1638 Johann Ernst, Herzog von Sachsen-Eisenach (1566–1638)
  - 1639–1669 Friedrich Wilhelm II., Herzog von Sachsen-Altenburg (1603–1669)
  - 1669–1672 vormundschaftlich Kurfürst Johann Georg II. von Sachsen und Herzog Moritz von Sachsen-Zeitz anstelle von Friedrich Wilhelm III., Sohn Friedrich Wilhelms II.
  - 1672–1674 Ernst I. der Fromme, Herzog von Sachsen-Gotha (1601–1675)
  - 1674–1680 Friedrich I., Herzog von Sachsen-Gotha (1646–1691)
- Sachsen-Coburg 1681–1735
  - 1681–1699 Albrecht, Sohn Ernst I. von Sachsen-Gotha (1648–1699)
  - 1699–1729 Johann Ernst, Herzog von Sachsen-Saalfeld, Sohn Ernsts I. von Sachsen-Gotha (1658–1729)
  - 1729–1735 Christian Ernst, Herzog von Sachsen-Saalfeld, gemeinsam mit seinem Bruder Franz Josias

## Spätere Entwicklung ab 1826
Durch den Teilungsvertrag zu Hildburghausen wurde das Herzogtum Sachsen-Coburg nach dem Verlust Saalfelds 1826 Teil des neuen Doppelherzogtums Sachsen-Coburg und Gotha. Die Schaffung eines Einheitsstaates war bei dieser Gelegenheit versäumt worden, weshalb das Herzogtum Sachsen-Coburg vor allem bis zur Verabschiedung eines gemeinsamen Staatsgrundgesetzes 1852, aber auch noch danach eine gewisse Eigenständigkeit behielt. Dies äußerte sich unter anderem darin, dass es einen eigenen Coburger Landtag gab. Dieses (Teil-)Herzogtum Sachsen-Coburg war durch die 1735 erfolgte Abtrennung des Meininger Oberlandes etwas kleiner als das ursprüngliche gleichnamige Herzogtum. Nach Abschaffung der Monarchie 1918 ging aus dem Gebiet der Freistaat Coburg hervor, der sich 1920 dem Freistaat Bayern anschloss.